# Río Cotacajes
Río Cotacajes är ett vattendrag i Bolivia.   Det ligger i departementet Cochabamba, i den centrala delen av landet, 400 km norr om huvudstaden Sucre.
I omgivningarna runt Río Cotacajes växer i huvudsak städsegrön lövskog. Runt Río Cotacajes är det mycket glesbefolkat, med 7 invånare per kvadratkilometer.